# Lean Six Sigma
Lean Six Sigma is een methode voor het organiseren van kwaliteits- en efficiëntieverbeteringen. De methode past in het vakgebied van operations management en dient als een methode om processen systematisch te verbeteren. Lean Six Sigma combineert de principes van Lean manufacturing en Six Sigma. Hierbij focust Lean zich op het elimineren van de acht soorten verspilling (Muda) en focust Six Sigma zich op het reduceren van variatie. Met behulp van het ezelsbruggetje Tim Woods zijn de 8 verspillingen eenvoudig te onthouden:
- Transport
- Inventory
- Motion
- Wachten
- Overproductie
- Overprocessing
- Defecten
- Skills

## Geschiedenis

### 1980-2000s
Wat vandaag Lean Six Sigma is geworden, is in 1986 te herleiden tot Motorola in de Verenigde Staten om te concurreren met het bedrijfsmodel Kaizen in Japan. In de jaren 1990 huurde Allied Signal Larry Bossidy in en introduceerde Six Sigma in de zware industrie.  General Electric's Jack Welch  raadpleegde Bossidy en begon Six Sigma bij General Electric.
In de jaren 2000 vertakte Lean Six Sigma zich van Six Sigma. In 1989 werd de reikwijdte van die normen uitgebreid met certificeringen voor personen in alle beroepen.

### 2000s-2010s
Het eerste concept van Lean  Six Sigma  werd in 2001 gecreëerd door een boek getiteld  Leaning into Six Sigma: The Path to Integration of Lean Enterprise and Six Sigma  door Barbara Wheat, Chuck Mills, Mike Carnell.
In de vroege jaren 2000 breidden Six Sigma-principes zich uit naar andere sectoren van de economie, zoals Gezondheidszorg, Financiën, Supply Chain, enz.

## Methode
Lean Six Sigma voegt twee bewezen verbetermethodes samen. Vanuit Lean worden er met name hulpmiddelen gebaseerd op best practices geboden, terwijl Six Sigma een projectmatige aanpak met kwantitatieve analyses verzorgt. Lean Six Sigma maakt gebruik van de DMAIC structuur die zijn oorsprong kent vanuit Six Sigma. Volgens DMAIC wordt een project opgedeeld in verschillende fases: Define, Measure, Analyze, Improve en Control. In de eerste fase worden zogeheten critical to quality’s (CTQ’s) gedefinieerd. Dit zijn meetbare karakteristieken die inzicht geven in de procesprestatie. Vervolgens wordt aan hand van de metingen verder geanalyseerd naar mogelijke factoren die de CTQ's beïnvloeden. Wanneer de invloedsfactoren en hun effect in kaart zijn gebracht kunnen daarop aansluitend verbeteracties worden getroffen. In de afsluitende fase wordt het procesbeheersingssysteem aangepast opdat het proces op het verbeterde niveau blijft presteren. In verschillende stappen zijn de meest bruikbare hulpmiddelen vanuit Lean manufacturing geïntegreerd, maar ook andere managementtheorieën zoals de theory of constraints, total quality management en total productive maintenance.

## Opleidingen
De opleidingen voor Lean Six Sigma zijn onderverdeeld in verschillende niveaus gekoppeld aan een reeks banden (in het Engels belts) vergelijkbaar met judo. De niveaus/banden zijn in stijgende volgorde White Belt, Yellow Belt, Green Belt, Black Belt en Master Black Belt, waarin de Master Black Belt vaak de rol vervult van Lean Six Sigma expert. Voor elk niveau bestaat een gedetailleerde beschrijving over de vaardigheden en leerelementen die terugkomen uit de specifieke opleidingsniveaus. Ook het niveau waarop deze vaardigheden toegepast kunnen worden is beschreven. De Green en Black Belt opleidingen zijn doorgaans gericht op projectleiders die zelfstandig leren verbeterprojecten te draaien in de eigen organisatie. Tegenwoordig bestaan er ook opleidingen voor het management in de vorm van een Champion training. Champions zijn typisch de opdrachtgevers aan de Green en Black Belts.
Opleidingen in Lean Six Sigma worden aangeboden door verschillende trainingsinstituten en universiteiten. De duur van de opleiding varieert van 1 tot 20 dagen afhankelijk van het niveau. Om aan te kunnen tonen dat men over voldoende kennis van Lean Six Sigma bezit kan men zich doorgaans laten certificeren bij het opleidende instituut. Er is een aantal instituten dat Lean Six Sigma certificeert, waaronder ASQ, IASSC, LSSA in samenwerking met de Universiteit Twente en de Universiteit van Amsterdam. Ieder instituut hanteert zijn eigen certificeringseisen. Daarnaast kunnen ook de certificeringskosten en niveau van het examen per instituut verschillen.